# 2018-as Fiatal Zenészek Eurovíziója
A 2018-as Fiatal Zenészek Eurovíziója volt a tizenkilencedik Fiatal Zenészek Eurovíziója. Az Egyesült Királyságban, Edinburghban rendezték meg, az Usher Hallban. Az elődöntőt két részletben, 2018. augusztus 18-án és 19-én, a döntőt pedig augusztus 23-án rendezték. Az Eurovíziós Dalfesztivállal ellenben itt nem az előző évi győztes rendez, hanem pályázni kell a rendezés jogára. A 2016-os verseny a lengyel Łukasz Dyczko győzelmével zárult, aki egy szaxofonversenyművet adott elő.

## A helyszín és a verseny
A rendezvény egykori igazgatója, Vlagyiszlav Jakovlev egy korábbi nyilatkozata szerint Budapest nagy esélyekkel indulhatott volna a 2018-as verseny rendezési jogáért. 2017. október 22-én azonban hivatalossá vált, hogy a rendezvénynek az Egyesült Királyságban található Edinburgh ad otthont. Az egyben visszatérő ország az első, 1982-es verseny után másodjára nyerte el a rendezés jogát.
| Egyesült Királyság Edinburgh |

Október 31-én jelentették be, hogy visszatér az elődöntős–kieséses rendszer, melyre utoljára 2012-ben volt példa. Az elődöntőt két részletben rendezték meg a St Cecilia's Hallban, 2018. augusztus 18-án és 19-én.
A döntőre pár nappal később, augusztus 23-án került sor a 2200 fő befogadására képes Usher Hallban, mely korábban az 1972-es Eurovíziós Dalfesztiválnak is otthont adott. Utoljára 2004-ben tartották a döntőt fedett intézményben. A résztvevők a választott zeneműveket a BBC Skót Szimfonikus Zenekar kíséretében, a dán Thomas Dausgaard vezényletével adták elő, majd a szakmai zsűri kiválasztotta a győztest.
Az előadások időkorlátja az előfordulóban 18 percre, a döntőben 12 percre módosult.
A verseny házigazdái Petroc Trelawny rádiós műsorvezető és Josie D’Arby televíziós műsorvezető voltak. Előbbi az elődöntőt egyedül vezette, utóbbi a döntőben csatlakozott hozzá.
A megmérettetés első helyezettje a győztesnek járó trófeán kívül 7000 eurós pénzjutalomban részesült, illetve egy fellépési lehetőséget nyert a BBC Skót Szimfonikus Zenekarral; a második helyezettet 3000 euróval jutalmazták.

## A résztvevők
Először vett részt a versenyen Albánia.
A verseny házigazdája, az Egyesült Királyság három kihagyott verseny után visszatért a mezőnybe. Emellett Görögország egy, Oroszország három, Belgium öt, Észtország hat, Spanyolország hét, míg Izrael tizenöt kihagyott verseny után képviseltette magát ismét.
Az előző évben harmadik helyen végzett Ausztria azonban a rendezvény történetében első alkalommal nem küldött versenyzőt.
Magyarország hatodik alkalommal vett részt a versenyen. A magyar induló Bencze Máté szaxofonos volt, aki a Duna és az M5 Virtuózok című klasszikus zenei tehetségkutató műsor 2017-es és 2018-as évadában szerepelt. Az edinburgh-i versenyen való indulás jogát is itt nyerte el az MTVA különdíjaként. A fiatal zenészt az elődöntőben Richter Edit zongoraművész kísérte.
Így összesen tizennyolc ország képviseltette magát Edinburghban. Utoljára 2006-ban vett részt ennyi ország a versenyen.
Sorozatban másodjára vett részt a san marinói Francesco Stefanelli, aki 2016-ban egyben az ország első indulója is volt.

### Visszatérő előadók
| Előadó               | Ország     | Előző év(ek) |
| -------------------- | ---------- | ------------ |
| Francesco Stefanelli | San Marino | 2016         |

### Nemzeti válogatók
A versenyzők hivatalos listáját 2018. június 22-én hozta nyilvánosságra az Európai Műsorsugárzók Uniója. A részt vevő 18 ország közül 7 belső kiválasztással, 11 nemzeti döntő keretein belül választotta ki képviselőjét.
| A részt vevő országok nemzeti válogatóinak listája | A részt vevő országok nemzeti válogatóinak listája | A részt vevő országok nemzeti válogatóinak listája               | A részt vevő országok nemzeti válogatóinak listája | A részt vevő országok nemzeti válogatóinak listája                           | A részt vevő országok nemzeti válogatóinak listája |
| Ország                                             | Választás módszere                                 | Válogatóműsor                                                    | Közvetítő csatorna                                 | Kiválasztás / Bemutatás dátuma                                               | Kiválasztás / Bemutatás dátuma                     |
| Ország                                             | Választás módszere                                 | Válogatóműsor                                                    | Közvetítő csatorna                                 | Előadó                                                                       | Zenemű                                             |
| -------------------------------------------------- | -------------------------------------------------- | ---------------------------------------------------------------- | -------------------------------------------------- | ---------------------------------------------------------------------------- | -------------------------------------------------- |
| Albánia                                            | nemzeti döntő                                      | Albania Young Musicians                                          |                                                    | 2018. június 11.                                                             |                                                    |
| Belgium                                            | belső kiválasztás                                  | Nem rendeztek válogatóműsort                                     | Nem rendeztek válogatóműsort                       | 2018. június 14.                                                             |                                                    |
| Csehország                                         | belső kiválasztás                                  | Nem rendeztek válogatóműsort                                     | Nem rendeztek válogatóműsort                       | 2018. június 22.                                                             |                                                    |
| Egyesült Királyság                                 | belső kiválasztás                                  | Nem rendeztek válogatóműsort                                     | Nem rendeztek válogatóműsort                       | 2018. június 22.                                                             |                                                    |
| Észtország                                         | nemzeti döntő                                      | Klassikatähed 2018                                               | ETV                                                | 2018. április 6.                                                             |                                                    |
| Görögország                                        | belső kiválasztás                                  | Nem rendeztek válogatóműsort                                     | Nem rendeztek válogatóműsort                       | 2018. június 22.                                                             |                                                    |
| Horvátország                                       | nemzeti döntő                                      | Mladi glazbenik za Euroviziju 2018                               | HRT 3                                              | 2018. március 8.                                                             |                                                    |
| Izrael                                             | belső kiválasztás                                  | Nem rendeztek válogatóműsort                                     | Nem rendeztek válogatóműsort                       | 2018. június 22.                                                             |                                                    |
| Lengyelország                                      | nemzeti döntő                                      | Młody Muzyk Roku 2018                                            | TVP Kultura                                        | 2018. március 20.                                                            |                                                    |
| Magyarország                                       | nemzeti döntő                                      | Virtuózok 2018                                                   | M5, Duna                                           | 2018. június 8.                                                              |                                                    |
| Málta                                              | nemzeti döntő                                      | Nem volt külön elnevezése a válogatóműsornak                     | TVM2                                               | 2018. június 14.                                                             |                                                    |
| Németország                                        | belső kiválasztás                                  | Nem rendeztek válogatóműsort                                     | Nem rendeztek válogatóműsort                       | 2018. június 22.                                                             |                                                    |
| Norvégia                                           | nemzeti döntő                                      | Virtuos 2018                                                     | NRK1                                               | 2018. április 7.                                                             |                                                    |
| Oroszország                                        | nemzeti döntő                                      | Grand Piano Competition                                          | Rosszija Kultura                                   | Döntő: 2018. május 5. Közvetítés: 2018. május 6. Bejelentés: 2018. május 23. |                                                    |
| San Marino                                         | belső kiválasztás                                  | Nem rendeztek válogatóműsort                                     | Nem rendeztek válogatóműsort                       | 2018. április 12.                                                            |                                                    |
| Spanyolország                                      | nemzeti döntő                                      | Clásicos y Reverentes 2018                                       | La 2                                               | 2018. március 5.                                                             |                                                    |
| Svédország                                         | nemzeti döntő                                      | Polstjärnepriset 2018                                            | P4 Göteborg                                        | 2018. január 6.                                                              |                                                    |
| Szlovénia                                          | nemzeti döntő                                      | Slovenski izbor za tekmovanje Evrovizijski mladi glasbeniki 2018 | TV Slovenija 2                                     | Bejelentés: 2018. április 2. Közvetítés: 2018. április 15.                   |                                                    |

## Zsűri
Az elődöntő és a döntő szakmai zsűrijét 2018. augusztus 10-én jelentették be.

### Elődöntő
- David Watkin, csellista (Zsűrielnök)
- Sinae Lee, zongorista
- Ursula Leveaux, fagottművész
- Noè Rodrigo Gisbert, ütőhangszeres zenész

### Döntő
- Marin Alsop, zongorista
- Anna Meredith, zeneszerző, előadóművész
- David Watkin, csellista
- James MacMillan, zeneszerző, karmester

## Elődöntő
Az elődöntőt két részben, 2018. augusztus 18-án és 19-én rendezték meg tizennyolc ország részvételével a St Cecilia’s Hallban. A zsűri szavazatai alapján a legjobb hat versenyző jutott tovább a döntőbe.
Újítás volt, hogy az elődöntő mindkét részét három-három adásra bontva rendezték meg, így hat adást rendeztek, mindegyikben három-három ország vett részt.

### Első rész
Az elődöntő első részét 2018. augusztus 18-án rendezték meg kilenc ország részvételével.
| #             | Ország             | Zenész                | Hangszer  | Darab (Szerző) | Eredmény     |
| Első adás     | Első adás          | Első adás             | Első adás | Első adás | Első adás    |
| ------------- | ------------------ | --------------------- | --------- | --- | ------------ |
| 01            | Málta              | Bernice Sammut Attard | zongora   | 1. Trois pièces, Toccata (Francis Poulenc) 2. Prelude in C minor, Op. 23, No. 7 (Sergey Rachmaninov) 3. Prelude in G sharp minor, Op. 32, No. 12 (Sergey Rachmaninov) 4. Scherzo No. 2 in B-flat minor, Op. 31 (Frédéric Chopin) | Kiesett      |
| 02            | Egyesült Királyság | Maxim Calver          | cselló    | 1. Sacher Variation for cello solo (Witold Lutosławski) 2. Cello Sonata in F major No. 2 (Johannes Brahms) 3. Minuetto e Finale a Suite Italienne-ből (Igor Stravinsky)                                                          | Kiesett      |
| 03            | Spanyolország      | Sara Valencia         | hegedű    | 1. Caprice Basque, Op.24 (Pablo de Sarasate) 2. Caprice No. 13 in B flat (Niccolò Paganini) 3. Violin Concerto No. 1 in G minor, Op. 26, 3rd movement (Finale) (Max Bruch)                                                       | Kiesett      |
| Második adás  |                    |                       |           | |              |
| 04            | Szlovénia          | Nikola Pajanović      | hegedű    | 1. Caprice No. 7 (Niccolò Paganini) 2. Tambourin Chinois (Fritz Kreisler) 3. Sonata for violin solo Op. 27 No. 3, D minor, "Georges Enescu" (Eugène Ysaÿe)                                                                       | Továbbjutott |
| 05            | San Marino         | Francesco Stefanelli  | cselló    | 1. Violoncello totale (Krzysztof Penderecki) 2. Allegro vivace a Cello Sonata Op. 99 No. 2-ből (Johannes Brahms) 3. Papillon Op. 77 (Gabriel Fauré) 4. Moto Perpetuo Op. 11 a Sonata for cello and pianóból (Benjamin Britten)   | Kiesett      |
| 06            | Lengyelország      | Marta Chlebicka       | fuvola    | 1. Hamburger Sonata in G major, H. 550 (Carl Philipp Emanuel Bach) 2. Rigoletto Fantasie for Flute and Piano (Wilhelm Popp) | Kiesett      |
| Harmadik adás |                    |                       |           | |              |
| 07            | Magyarország       | Bencze Máté           | szaxofon  | 1. Fantasy on an original theme (Jules Demersseman) 2. Allegro a Sonata in g minor BWV 1020-ból (Johann Sebastian Bach) 3. Pequeña Czarda (Pedro Iturralde)                                                                      | Továbbjutott |
| 08            | Görögország        | Thánosz Tzanetákisz   | gitár     | 1. Fantasia in D minor (David Kellner) 2. Bagatelle No 3 & 5 a Five Bagatelles for Guitar-ból (William Walton) 3. Variaciones Sobre Un Tema de Fernando Sor (Miguel Llobet)                                                      | Kiesett      |
| 09            | Izrael             | Tamir Naaman-Pery     | cselló    | 1. Hungarian Rhapsody, Op. 68 (Popper Dávid) 2. Preludio-Fantasia a Suite for Cellóból (Gaspar Cassadó) | Kiesett      |

### Második rész
Az elődöntő második részét 2018. augusztus 19-én rendezik meg kilenc ország részvételével.
| #             | Ország        | Zenész                  | Hangszer      | Darab (Szerző) | Eredmény      |
| Negyedik adás | Negyedik adás | Negyedik adás           | Negyedik adás | Negyedik adás | Negyedik adás |
| ------------- | ------------- | ----------------------- | ------------- | --- | ------------- |
| 10            | Észtország    | Tanel-Eiko Novikov      | marimba       | 1. Niflheim (Marján Csaba Zoltán) 2. Kuusi Op. 75/5 (Jean Sibelius) 3. Verano Porteño (Astor Piazzolla) | Kiesett       |
| 11            | Belgium       | Alexandra Cooreman      | hegedű        | 1. Presto a Sonata for piano and violin Op. 23-ból (Ludwig van Beethoven) 2. Valse-Scherzo in C major, Op. 34 (Pjotr Csajkovszkij)                                                                                       | Kiesett       |
| 12            | Albánia       | Klaudio Zoto            | cselló        | 1. Cello Sonata in A minor, Op. 36 (Edvard Grieg) 2. Hungarian Rhapsody, Op. 68 (Popper Dávid) | Kiesett       |
| Ötödik adás   |               |                         |               | |               |
| 13            | Oroszország   | Ivan Besszonov          | zongora       | 1. Mazurka in B-flat minor, Op. 24 No. 4 (Frédéric Chopin) 2. Fantaisie-Impromptu in C sharp minor, Op. 66 (Frédéric Chopin) 3. Prelude in G minor, Op. 23, No. 5 (Sergey Rachmaninov) 4. Barncleupédie (James McMillan) | Továbbjutott  |
| 14            | Németország   | Mira Foron              | hegedű        | 1. Tzigane (Maurice Ravel) 2. Cadenza for Solo Viola (Krzysztof Penderecki) | Továbbjutott  |
| 15            | Csehország    | Indi Stivín             | nagybőgő      | 1. Bohemian Suite, 1st movement: Celts (Indi Stivín) 2. Bohemian Suite, 2nd movement: Czech Country (Indi Stivín) 3. Bohemian Suite, 3rd movement: Tarantella Praga (Indi Stivín)                                        | Továbbjutott  |
| Hatodik adás  |               |                         |               | |               |
| 16            | Svédország    | Johanna Ander Ljung     | hárfa         | 1. Improvisations for Harp, Op. 10 (William Mathias) 2. Allemande a Suite No. 5 in F major (John Loeillet) 3. Féerie – Prelude et Danse (Marcel Tournier)                                                                | Kiesett       |
| 17            | Norvégia      | Birgitta Elisa Oftestad | cselló        | 1. 1st movement a Cello Concerto No. 1 Op. 107-ből (Dmitrij Sosztakovics) 2. Adagio und Allegro, Op. 70 (Robert Schumann)                                                                                                | Továbbjutott  |
| 18            | Horvátország  | Jan Tominić             | szaxofon      | 1. Fantaisie sur un thème original (Jules Demersseman) 2. Cinq danses exotiques (Jean Françaix) 3. Aria (Eugène Bozza) 4. Scaramouche, 3. Brazileira (Darius Milhaud)                                                    | Kiesett       |

## Döntő
A döntőt 2018. augusztus 23-án rendezték meg hat ország részvételével. A végső döntést a nemzetközi, szakmai zsűri hozta meg.
| #  | Ország       | Zenész                  | Hangszer | Darab (Szerző)                                                    | Helyezés |
| -- | ------------ | ----------------------- | -------- | ----------------------------------------------------------------- | -------- |
| 01 | Norvégia     | Birgitta Elisa Oftestad | cselló   | Cello Concerto, 4th movement (Edward Elgar)                       | —        |
| 02 | Szlovénia    | Nikola Pajanović        | hegedű   | Violin Concerto, 3rd movement (Pjotr Csajkovszkij)                | 2.       |
| 03 | Csehország   | Indi Stivín             | nagybőgő | Bohemian Suite for Double Bass, 2nd & 3rd movements (Indi Stivín) | —        |
| 04 | Németország  | Mira Foron              | hegedű   | Violin Concerto, 3rd movement (Jean Sibelius)                     | —        |
| 05 | Magyarország | Bencze Máté             | szaxofon | Concerto da Camera for Saxophone (Jacques Ibert)                  | —        |
| 06 | Oroszország  | Ivan Besszonov          | zongora  | Piano Concerto No 1, 3rd movement (Pjotr Csajkovszkij)            | 1.       |

## Közvetítés
Az elődöntőt és a döntőt az interneten élőben közvetíti a verseny hivatalos YouTube-csatornája.
| Ország             | Kommentátor                              | Közvetítő csatorna    | Közvetítő csatorna               |
| Ország             | Kommentátor                              | Elődöntő              | Döntő                            |
| ------------------ | ---------------------------------------- | --------------------- | -------------------------------- |
| Albánia            | N/A                                      | Nem volt közvetítés   | RTSH                             |
| Belgium            | Camille De Rijck                         | RTBF Auvio            | La Trois, Musiq’3                |
| Csehország         | Jiří Vejvoda                             | ČT art                | ČT art                           |
| Egyesült Királyság | Kommentár nélkül                         | BBC Radio 3           | BBC Radio 3                      |
| Egyesült Királyság | Kommentár nélkül                         | BBC Arts (interneten) | BBC Two Scotland, BBC Red Button |
| Észtország         | Kommentár nélkül                         | Klassikaraadio        | Klassikaraadio                   |
| Észtország         | Kommentár nélkül                         | ETV2                  | ETV                              |
| Görögország        | Mihalis Messinis                         | Nem volt közvetítés   | ERT2                             |
| Horvátország       | Jana Haluza                              | Nem volt közvetítés   | HRT3                             |
| Izrael             | N/A                                      | KAN Kol Ha Musica     | KAN 11                           |
| Lengyelország      | N/A                                      | Nem volt közvetítés   | TVP Kultura                      |
| Magyarország       | Bősze Ádám                               | M5                    | M5                               |
| Málta              | N/A                                      | TVM2                  | TVM2                             |
| Németország        | Kommentár nélkül                         | Nem volt közvetítés   | WDR Fernsehen                    |
| Norvégia           | Arild Erikstad                           | Nem volt közvetítés   | NRK2                             |
| Oroszország        | N/A                                      | Rosszija Kultura      | Rosszija Kultura                 |
| San Marino         | N/A                                      | Nem volt közvetítés   | SMtv San Marino                  |
| Spanyolország      | Silvia Pérez Arroyo és Fernando Blázquez | Radio Clásica         | Radio Clásica                    |
| Spanyolország      | Silvia Pérez Arroyo és Fernando Blázquez | Nem volt közvetítés   | La 2                             |
| Svédország         | N/A                                      | Nem volt közvetítés   | SVT2                             |
| Szlovénia          | Andrej Hofer                             | Nem volt közvetítés   | TV Slovenija 1                   |

Megjegyzés: Az egyes országok televízió–, illetve rádiócsatornái alapesetben élőben közvetítették a versenyt. Ez néhány esetben eltérhetett, mely a fenti táblázatban is fel van tüntetve.

## Térkép

A döntő résztvevői
Az elődöntőben kiesett országok
Országok, melyek korábban részt vettek, de ebben az évben nem